# Damernas duett i konstsim vid olympiska sommarspelen 2024
Damernas duett i konstsim vid olympiska sommarspelen 2024 avgjordes mellan den 9 och 10 augusti 2024 i Centre aquatique olympique i Paris i Frankrike.

## Resultat
| Placering | Nation         | Idrottare                                      | Tekniskt program | Fritt program | Totalt   |
| --------- | -------------- | ---------------------------------------------- | ---------------- | ------------- | -------- |
| 1         | Kina           | Wang Liuyi & Wang Qianyi                       | 276,7867         | 289,6916      | 566,4783 |
| 2         | Storbritannien | Kate Shortman & Isabelle Thorpe                | 264,0282         | 294,5085      | 558,5367 |
| 3         | Nederländerna  | Bregje de Brouwer & Noortje de Brouwer         | 264,7066         | 293,6897      | 558,3963 |
| 4         | Österrike      | Anna-Maria Alexandri & Eirini-Marina Alexandri | 267,2533         | 288,4145      | 555,6678 |
| 5         | Ukraina        | Maryna Aleksijiva & Vladyslava Aleksijiva      | 260,4600         | 278,2084      | 538,6684 |
| 6         | Grekland       | Sofia Malkogeorgou & Evangelia Platanioti      | 250,4584         | 281,8418      | 532,3002 |
| 7         | Spanien        | Alisa Ozhogina & Iris Tió                      | 254,0816         | 267,4021      | 521,4837 |
| 8         | Japan          | Moe Higa & Tomoka Sato                         | 257,3533         | 249,7271      | 507,0804 |
| 9         | Kanada         | Audrey Lamothe & Jacqueline Simoneau           | 201,5167         | 290,9103      | 492,4270 |
| 10        | USA            | Jaime Czarkowski & Megumi Field                | 230,7134         | 254,0354      | 484,7488 |
| 11        | Israel         | Shelly Bobritsky & Ariel Nassee                | 243,0666         | 239,3416      | 482,4082 |
| 12        | Mexiko         | Nuria Diosdado & Joana Jiménez                 | 238,9383         | 232,6563      | 471,5946 |
| 13        | Sydkorea       | Hur Yoon-seo & Lee Ri-young                    | 227,5667         | 227,7500      | 455,3167 |
| 14        | Frankrike      | Anastasija Bajandina & Romane Lunel            | 241,3116         | 189,0687      | 430,3803 |
| 15        | Egypten        | Nadine Barsoum & Hanna Hiekal                  | 196,5250         | 225,6541      | 422,1791 |
| 16        | Australien     | Carolyn Rayna Buckle & Kiera Gazzard           | 210,0782         | 198,0271      | 408,1053 |
| 17        | Nya Zeeland    | Nina Brown & Eva Morris                        | 188,0901         | 166,5105      | 354,6006 |
| 18        | Italien        | Linda Cerruti & Lucrezia Ruggiero              | 0DNS0            |               |          |